# Sergio Aquino
Sergio Daniel Aquino (Laguna Blanca, Provincia de Formosa; 21 de septiembre de 1979), más conocido como Sergio Patito Aquino, es un exfutbolista argentino nacionalizado paraguayo que jugaba como mediocampista. Es considerado un histórico del club Libertad, donde jugó durante 15 años hasta finalizar su carrera. Se caracterizaba por la recuperación de pelota y por su eficacia en el tiro penal.

## Trayectoria

### Como futbolista
Aquino comenzó su carrera profesional en 1999 con Cerro Porteño. Durante su tiempo en el club, que se extendió hasta 2004, disputó un total de 122 partidos y anotó 7 goles. Su desempeño en el club le permitió ganar dos títulos de liga, consolidándose como un jugador prometedor en el fútbol paraguayo.
En 2005 se trasladó a Olimpia donde tuvo una breve estancia de un año. En este club, participó en 30 partidos y marcó 2 goles, sin embargo su paso fue controversial, ya que su traspaso desde Cerro Porteño generó descontento entre los hinchas del Ciclón.
En 2006 se unió a Libertad, donde vivió la etapa más exitosa de su carrera. Durante 14 años, hasta su retiro en 2020, se convirtió en una figura emblemática del club. En Libertad, disputó 438 partidos y anotó 22 goles. Su contribución fue fundamental para que el equipo lograra un total de 10 títulos de liga y una Copa Paraguay, convirtiéndose en el jugador con más títulos en la historia del club, acumulando un total de 13 títulos a lo largo de su carrera profesional.

### Como entrenador
El 5 de noviembre de 2024, Aquino asumió interinamente la dirección técnica de Libertad de Paraguay, tras la salida del entrenador argentino Daniel Garnero debido a los resultados negativos en el Torneo Clausura 2024. Aunque el equipo finalizó en el noveno lugar en el campeonato, logró conquistar la Copa Paraguay 2024, tras vencer 1-0 a Nacional en la final, adjudicándose así su primer título como entrenador.
Posteriormente, el 22 de enero de 2025, Libertad se consagró campeón de la Supercopa Paraguay 2024 al derrotar 2-1 a Olimpia, dirigido por Martín Palermo.
En el Torneo Apertura 2025, Libertad obtuvo el campeonato bajo la conducción de Aquino, tras vencer 1-0 a Sportivo 2 de Mayo en la última fecha. Con este logro, el club alcanzó su vigesimosexto título en el fútbol paraguayo y su quinto Torneo Apertura consecutivo desde 2021.

## Selección nacional
A pesar de haber nacido en Argentina optó por defender los colores de Paraguay, ya que toda su carrera la desarrolló allí.
Ha sido internacional con la selección de fútbol de Paraguay en 16 ocasiones sin anotar goles.

## Récords
- Ostenta el récord de mayor cantidad de títulos de campeón en la historia del fútbol paraguayo, acumulando un total de 12 campeonatos.[12]
- Es el futbolista con más partidos disputados (51) en la Copa Sudamericana.[13]
- Es el segundo futbolista con más partidos disputados (107) en la historia de la Copa Libertadores.[14]

## Clubes y estadísticas

### Jugador
Datos actualizados al 3 de enero de 2021.
| Cerro Porteño Paraguay |               |               |     |    |    |     |     |     |     |    |
| 1.ª | 1999          | 4             | 0   | -  | -  | -   | -   | 4   | 0   |    |
| 1.ª | 2001          | 22            | 1   | -  | -  | 10  | 2   | 32  | 3   |    |
| 1.ª | 2002          | 32            | 2   | -  | -  | 8   | 0   | 40  | 2   |    |
| 1.ª | 2003          | 28            | 2   | -  | -  | 8   | 1   | 36  | 3   |    |
| 1.ª | 2004          | 36            | 2   | -  | -  | 6   | 0   | 42  | 2   |    |
| Total club | Total club    | 122           | 7   | 0  | 0  | 34  | 3   | 154 | 10  |    |
| Olimpia Paraguay |               |               |     |    |    |     |     |     |     |    |
| 1.ª |               |               |     |    |    |     |     |     |     |    |
| 2005 | 30            | 2             | -   | -  | -  | -   | 30  | 2   |     |    |
| Total club | Total club    | 30            | 2   | 0  | 0  | 0   | 0   | 30  | 2   |    |
| Libertad Paraguay |               |               |     |    |    |     |     |     |     |    |
| 1.ª |               |               |     |    |    |     |     |     |     |    |
| 2006 | 16            | 2             | -   | -  | 6  | 1   | 22  | 3   |     |    |
| 2007 | 35            | 2             | -   | -  | 11 | 1   | 46  | 3   |     |    |
| 2008 | 21            | 1             | -   | -  | 5  | 0   | 26  | 1   |     |    |
| 2009 | 42            | 1             | -   | -  | 9  | 1   | 51  | 2   |     |    |
| A-2010 | 11            | 0             | -   | -  | 12 | 0   | 23  | 0   |     |    |
| C-2010 | 21            | 2             | -   | -  | -  | -   | 21  | 2   |     |    |
| A-2011 | 14            | 1             | -   | -  | 9  | 2   | 23  | 3   |     |    |
| C-2011 | 20            | 0             | -   | -  | 6  | 1   | 26  | 1   |     |    |
| A-2012 | 12            | 1             | -   | -  | 12 | 1   | 24  | 2   |     |    |
| C-2012 | 20            | 4             | -   | -  | -  | -   | 20  | 4   |     |    |
| A-2013 | 17            | 2             | -   | -  | 6  | 1   | 23  | 3   |     |    |
| C-2013 | 13            | 1             | -   | -  | 9  | 1   | 22  | 2   |     |    |
| A-2014 | 21            | 0             | -   | -  | -  | -   | 21  | 0   |     |    |
| C-2014 | 17            | 0             | -   | -  | 6  | 0   | 23  | 0   |     |    |
| A-2015 | 17            | 0             | -   | -  | 6  | 0   | 23  | 0   |     |    |
| C-2015 | 21            | 1             | -   | -  | 6  | 2   | 27  | 3   |     |    |
| A-2016 | 21            | 3             | -   | -  | -  | -   | 21  | 3   |     |    |
| C-2016 | 20            | 0             | -   | -  | 2  | 0   | 22  | 0   |     |    |
| A-2017 | 14            | 0             | -   | -  | 5  | 0   | 19  | 0   |     |    |
| C-2017 | 15            | 0             | -   | -  | 8  | 0   | 23  | 0   |     |    |
| A-2018 | 15            | 0             | -   | -  | 7  | 0   | 22  | 0   |     |    |
| C-2018 | 9             | 1             | 2   | 0  | 1  | 0   | 12  | 1   |     |    |
| A-2019 | 9             | 0             | -   | -  | 6  | 0   | 15  | 0   |     |    |
| C-2019 | 13            | 0             | 3   | 1  | -  | -   | 16  | 1   |     |    |
| A-2020 | 1             | 0             | -   | -  | 3  | -   | 4   | 0   |     |    |
| C-2020 | 3             | 0             | -   | -  | -  | -   | 3   | 0   |     |    |
| Total club | Total club    | 438           | 22  | 5  | 1  | 135 | 11  | 578 | 34  |    |
| Total carrera | Total carrera | Total carrera | 590 | 31 | 5  | 1   | 169 | 14  | 762 | 46 |
| (1) Incluye datos de la Copa Paraguay (2018, 2019). (2) Incluye datos de la Copa Libertadores (2001, 2002, 2003, 2006, 2007, 2008, 2009, 2010, 2011, 2012, 2013, 2015, 2017, 2018, 2019, 2020); Copa Mercosur (2001); Copa Sudamericana (2002, 2004, 2006, 2007, 2009, 2011, 2013, 2014, 2015, 2016, 2017). (3) No incluye goles en partidos amistosos. |               |               |     |    |    |     |     |     |     |    |

### Selección nacional
| Selección | Año   | Amistoso | Amistoso | Eliminatorias | Eliminatorias | Total | Total |
| Selección | Año   | PJ       | G        | PJ            | G             | PJ    | G     |
| --------- | ----- | -------- | -------- | ------------- | ------------- | ----- | ----- |
| Paraguay  | 2008  | 4        | 0        | -             | -             | 4     | 0     |
| Paraguay  | 2009  | 0        | 0        | 3             | 0             | 3     | 0     |
| Paraguay  | 2010  | 4        | 0        | -             | -             | 4     | 0     |
| Paraguay  | 2011  | 1        | 0        | 1             | 0             | 2     | 0     |
| Paraguay  | 2013  | -        | -        | 3             | 0             | 3     | 0     |
| Paraguay  | Total | 9        | 0        | 7             | 0             | 16    | 0     |

### Resumen estadístico
| Competición           | Encuentros | Goles | Promedio |
| --------------------- | ---------- | ----- | -------- |
| Primera División      | 575        | 29    | 0,05     |
| Copas nacionales      | 5          | 1     | 0,20     |
| Copas Internacionales | 165        | 14    | 0,08     |
| Selección de Paraguay | 14         | 0     | 0,00     |
| Total                 | 759        | 44    | 0,05     |

### Entrenador
| Equipo            | Div.  | Temporada | Liga  | Liga | Liga | Liga | Liga |       | Copa | Copa | Copa | Copa  |   | Internacional | Internacional | Internacional | Internacional | Internacional |   | Otros | Otros | Otros | Otros |   | Totales     | Totales | Totales | Totales | Totales | Totales | Totales | Totales |
| Equipo            | Div.  | Temporada | Part. | G    | E    | P    | Pos. | Part. | G    | E    | P    | Part. | G | E             | P             | Pos.          | Part.         | G             | E | P     | Part. | G     | E     | P | Rendimiento | GF      | GC      | Dif.    |         |         |         |         |
| ----------------- | ----- | --------- | ----- | ---- | ---- | ---- | ---- | ----- | ---- | ---- | ---- | ----- | - | ------------- | ------------- | ------------- | ------------- | ------------- | - | ----- | ----- | ----- | ----- | - | ----------- | ------- | ------- | ------- | ------- | ------- | ------- | ------- |
| Libertad Paraguay | 1.ª   | C-2024    | 4     | 2    | 1    | 1    | 9.º  | 2     | 2    | 0    | 0    | -     | - | -             | -             | -             | -             | -             | - | -     | 6     | 4     | 1     | 1 | 72.23%      | 9       | 3       | +6      |         |         |         |         |
| Libertad Paraguay | 1.ª   | A-2025    | 22    | 12   | 8    | 2    | 1.º  | -     | -    | -    | -    | 6     | 2 | 3             | 1             | *             | 1             | 1             | 0 | 0     | 29    | 15    | 11    | 3 | 64.36%      | 43      | 21      | +22     |         |         |         |         |
| Libertad Paraguay | 1.ª   | C-2025    | 8     | 3    | 3    | 2    | -    | 0     | 0    | 0    | 0    | 1     | 0 | 1             | 0             | -             | -             | -             | - | -     | 9     | 3     | 4     | 2 | 48.14%      | 10      | 4       | +6      |         |         |         |         |
| Libertad Paraguay | Total | Total     | 34    | 17   | 12   | 5    | -    | 2     | 2    | 0    | 0    | 7     | 2 | 4             | 1             | -             | 1             | 1             | 0 | 0     | 44    | 22    | 16    | 6 | 62.12%      | 62      | 28      | +34     |         |         |         |         |
| 1. 2. 3.          |       |           |       |      |      |      |      |       |      |      |      |       |   |               |               |               |               |               |   |       |       |       |       |   |             |         |         |         |         |         |         |         |

#### Resumen por competiciones
| Competición                  | Partidos | Ganados | Empatados | Perdidos | %      | Resultado  |
| ---------------------------- | -------- | ------- | --------- | -------- | ------ | ---------- |
| Primera División de Paraguay | 34       | 17      | 12        | 5        | 61.76% | Campeón    |
| Copa Paraguay                | 2        | 2       | 0         | 0        | 100%   | Campeón    |
| Supercopa de Paraguay        | 1        | 1       | 0         | 0        | 100%   | Campeón    |
| Copa Libertadores            | 7        | 2       | 4         | 1        | 47.62% | En disputa |
| TOTAL                        | 44       | 22      | 16        | 6        | 62.12% | 3 Títulos  |

## Palmarés

### Como jugador

#### Títulos nacionales
| Título               | Club          | País     | Año    |
| -------------------- | ------------- | -------- | ------ |
| Campeonato Paraguayo | Cerro Porteño | Paraguay | 2001   |
| Campeonato Paraguayo | Cerro Porteño | Paraguay | 2004   |
| Campeonato Paraguayo | Libertad      | Paraguay | 2006   |
| Campeonato Paraguayo | Libertad      | Paraguay | 2007   |
| Primera División     | Libertad      | Paraguay | 2008-A |
| Primera División     | Libertad      | Paraguay | 2008-C |
| Primera División     | Libertad      | Paraguay | 2010-C |
| Primera División     | Libertad      | Paraguay | 2012-C |
| Primera División     | Libertad      | Paraguay | 2014-A |
| Primera División     | Libertad      | Paraguay | 2014-C |
| Primera División     | Libertad      | Paraguay | 2016-A |
| Primera División     | Libertad      | Paraguay | 2017-A |
| Copa Paraguay        | Libertad      | Paraguay | 2019   |

### Como entrenador

#### Títulos nacionales
| Título                       | Club     | País     | Año    |
| ---------------------------- | -------- | -------- | ------ |
| Copa Paraguay                | Libertad | Paraguay | 2024   |
| Supercopa de Paraguay        | Libertad | Paraguay | 2024   |
| Primera División de Paraguay | Libertad | Paraguay | A-2025 |